# Anatemă
Anatema (din greacă ἀνάθεμα) este o formulă de blestem folosită pentru prima dată de Pavel (Romani 9:3, Corinteni 16,22), mai târziu de biserică, cu ocazia excomunicărilor. 
Sensul cuvântului anatema este acela de condamnare, excludere din societate, pieire eternă. Ea se aplică atât clericilor cât și mirenilor.
Mica anatemă (excommunicatio minor) reprezintă refuzul acordării sacramentelor sau a titlului de preot, iar Marea anatemă (excommunicatio major) înseamnă excluderea din biserică.